# Roy Romanow

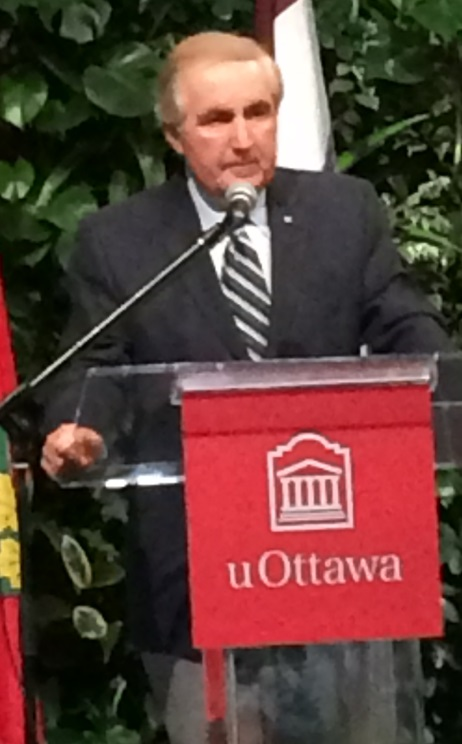
Roy Romanow

Roy John Romanow, PC, OC, SOM, QC (* 12. August 1939 in Saskatoon, Saskatchewan) ist ein kanadischer Politiker. Er war vom 1. November 1991 bis zum 8. Februar 2001 Premierminister der Provinz Saskatchewan. Von 1987 bis 2001 war er Vorsitzender der Saskatchewan New Democratic Party (NDP).

## Provinzpolitik
Romanows Eltern waren aus der Ukraine nach Kanada eingewandert. Über seine Jugendzeit ist wenig bekannt, da er sehr auf den Schutz seiner Privatsphäre bedacht ist und viele Jahre lang selbst Geburtsdatum und -ort nicht bekanntgab. Von 1957 bis 1964 studierte er Politik- und Rechtswissenschaft an der University of Saskatchewan. Er war Präsident des Studentenrates, unterstützte die damalige Co-operative Commonwealth Federation (CCF) und setzte sich für ein kostenloses Gesundheitswesen ein.
Im Oktober 1967 gewann Romanow bei den Wahlen zur Legislativversammlung von Saskatchewan den Sitz im Wahlkreis Saskatoon Riversdale. 1970 kandidierte er ohne Erfolg um den Vorsitz der Saskatchewan New Democratic Party, der Nachfolgepartei der CCF. 1971 berief ihn Allan Blakeney ins Kabinett und Romanow war anschließend elf Jahre lang Vizepremierminister und Attorney General. Romanow entwarf die erste Menschenrechtserklärung der Provinz und schuf eine Ombudsstelle.
Seine wichtigste Aufgabe war jedoch die des Unterhändlers bei den Verhandlungen um die neue kanadische Verfassung. 1981 hatte der Oberste Gerichtshof von Kanada geurteilt, dass nach ungeschriebenem Recht auch die Provinzen in die Prozess der Verfassungsgebung miteinbezogen werden müssten. Da die Provinzen der Charta der Rechte und Freiheiten skeptisch gegenüberstanden, sah sich Bundespremierminister Pierre Trudeau gezwungen, eine Vorbehaltsklausel zu akzeptieren. Diese Klausel war Teil der am 4. November 1981 getroffenen Vereinbarung namens Kitchen Accord („Küchen-Übereinkunft“). Diese Vereinbarung hieß so, weil sie während einer nächtlichen Sitzung in einer Küche des Konferenzzentrums von Ottawa getroffen wurde. Ausgehandelt hatten sie Jean Chrétien, Roy McMurtry und Roy Romanow, die Justizminister des Bundes, von Ontario und von Saskatchewan.
Bei den Provinzwahlen im April 1982 verlor Romanow seinen Sitz mit einer Differenz von nur 22 Stimmen. Er zog sich zwischenzeitlich aus der Politik zurück und schrieb ein Buch über die Entstehung der kanadischen Verfassung. Im Oktober 1986 gewann er seinen Sitz zurück und am 7. November 1987 wurde er zum Parteivorsitzenden der NDP Saskatchewans gewählt.

## Premierminister
Romanow führte die NDP am 21. Oktober 1991 zu einem überwältigenden Wahlsieg. Am 1. November übernahm er das Amt des Premierministers. Seine Regierung galt als moderater als frühere CCF- bzw. NDP-Provinzregierungen. Sie verfolgte einen Kurs, der dem Dritten Weg der britischen Labour Party unter Tony Blair glich. Von der konservativen Vorgängerregierung übernahm Romanow Schulden in Höhe von 14 Milliarden Dollar. Seine Regierung war gezwungen, Ausgabenkürzungen vorzunehmen, zahlreiche Krankenhäuser zu schließen und die Steuern zu erhöhen. 1995 gelang es ihr, zum ersten Mal nach zwölf Jahren ein ausgeglichenes Budget vorzulegen.
Bei den Wahlen im November 1999 wurde die NDP-Regierung zwar zum zweiten Mal in Folge bestätigt, doch die Partei gewann nicht genügend Sitze für eine absolute Mehrheit. Die NDP war in den Städten weiterhin stark, hatte aber die Unterstützung der ländlichen Bevölkerung verloren. Sie bildete eine Koalitionsregierung mit der Saskatchewan Liberal Party und Romanow holte liberale Abgeordnete in sein Kabinett.

## Weitere Tätigkeiten
Ende September 2000 gab Romanow seinen bevorstehenden Rücktritt bekannt, er übergab sein Amt am 8. Februar 2001 an Lorne Calvert. Auf Anweisung des kanadischen Premierministers Jean Chrétien ernannte Generalgouverneurin Adrienne Clarkson Romanow am 4. April 2001 zum Vorsitzenden einer königlichen Kommission, die Vorschläge für die Reform des kanadischen Gesundheitswesen ausarbeiten sollte. Die Kommission veröffentlichte im Dezember 2002 den „Romanow-Report“, der zwei Jahre später die Grundlage für eine Neuverteilung der Kosten zwischen Bund und Provinzen bildete.
Seit dem 13. November 2003 gehört Romanow dem kanadischen Kronrat an, im selben Jahr wurde er zum Officer des Order of Canada ernannt und erhielt den Verdienstorden der Provinz Saskatchewan.